# 간선철도
간선철도(幹線鐵道)는 철도 네트워크에서 기반이 되는 노선을 뜻한다. 이 때문에 한 나라의 수송 역량의 절대적 위치를 차지하고 있는 경우가 많다. 또한 이 노선을 기반으로 많은 지선철도가 연결되어 있고 경우에 따라 고속열차와 특급열차가 집중적으로 배치되기도 한다.
대표적인 노선으로 한국의 경부선이나 호남선이 있다.
1960년대 일본과 1980년대 독일, 프랑스에서는 도시권의 확대에 따라 간선철도가 도시를 관통하는 모양이 되었다. 그 결과로 급행수송을 하기에 과다한 역에 정차하게 되었고 이러한 수송 효율의 저하를 막고자 고속철도라는 개념이 도입되기 시작였다. 오늘날에 이르러서는 한국을 비롯한 각국에서 고속철도는 간선철도의 새로운 형태로 각광받고 있다.

## 같이 보기
- 고속철도
- 지선철도
- 간선도로
- 동해선
- 중앙선
- 중부내륙선
- 경강선
- 장항선
- 영동선
- 경의선
- 경원선
- 태백선
- 충북선
- 전라선
- 경전선
- 경인선
- 경부선
- 호남선
- 경춘선
- 경북선
- 교외선
- 평라선
- 평의선
- 금강산청년선
- 동해북부선
- 함북선
- 평의선
- 평원선
- 강원선
- 평덕선
- 함북선
- 만포선